# Simiane-Collongue
Simiane-Collongue – miejscowość i gmina we Francji, w regionie Prowansja-Alpy-Lazurowe Wybrzeże, w departamencie Delta Rodanu.
Według danych na rok 1990 gminę zamieszkiwały 4304 osoby, a gęstość zaludnienia wynosiła 144 osoby/km² (wśród 963 gmin regionu Prowansja-Alpy-W. Lazurowe Simiane-Collongue plasuje się na 147. miejscu pod względem liczby ludności, natomiast pod względem powierzchni na miejscu 336.).